# Subarmalis
De subarmalis was een Romeins leren pantservest.

## Beschrijving

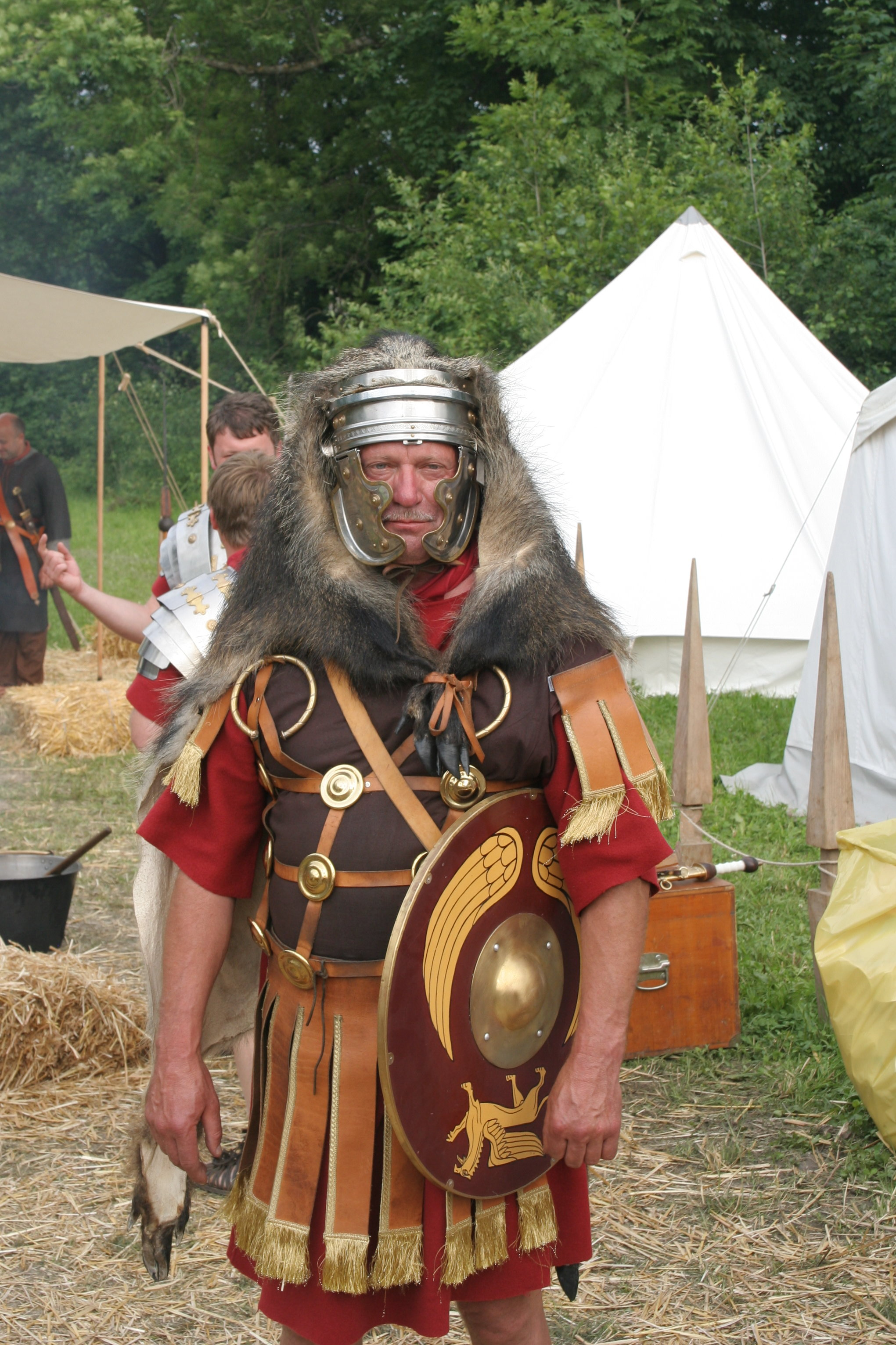
Moderne reconstructie van een Subarmalis

De subarmalis was een van leer of opgevuld linnen gemaakt vest zonder of met korte mouwen. Het vest diende voor het opvangen van klappen van verschillende slagwapens en werd voornamelijk door legionairs en hulptroepen (auxilia) gedragen. In het 6e-eeuws Strategikon van de Byzantijnse keizer Mauricius wordt geadviseerd om het pantser niet over de gewone kleding te dragen maar over een speciaal gewaad van minstens een vinger dik.
De subarmalis werd dan ook vaak onder een metalen pantser zoals een maliënkolder (lorica hamata), borstharnas (lorica segmentata) of schubbenpantser (lorica squamata), (lorica plumata) gedragen, zodat dit niet op de huid schuurde en had dan schoudervullingen vanwege het gewicht van het pantser. In de middeleeuwen werd een dergelijk vest kolder (leer) of wambuis (gewatteerd linnen) genoemd.

## Etymologie
Subarmalis is een samengesteld woord dat bestaat uit de Latijnse woorden sub (onder) en armus (bovenarm); een kledingstuk dat onder de arm teruggeslagen werd. In de Historia Augusta, een bundel biografische boeken over de levens van de Romeinse keizers Hadrianus tot en met Numerianus, wordt geschreven over keizer Septimius Severus, die de pretoriaanse garde cum subarmalibus, dus in hun leren vesten zonder de metalen pantsering, liet aantreden.